# Koyori
koyori（こより）は、日本のボカロP、作曲家である。P名は「電ポルP」。男性。代表曲は「独りんぼエンヴィー」「スキスキ絶頂症」など。

## 来歴
小学生の時にギターを始め、中学生のとき、パソコンに興味を持ち、高校生でバンドを組みDTMを知り、大学生のときに、初音ミクを知る。2009年にニコニコ動画に「音のコトバ」を投稿して活動を開始。2012年にニコニコ動画に投稿した「独りんぼエンヴィー」が自身初のミリオンを達成。
2019年よりボカロPの針原翼、ボーカルのセツコと空白ごっことしての活動を開始する。
2023年12月、「独りんぼエンヴィー」がMPA賞スタンダード・ソング賞（NexTone）を受賞。
2025年4月25日、東京・EX THEATER ROPPONGIで開催された『NexTone Award 2025』授賞式イベントにて、「独りんぼエンヴィー」がシルバーメダルを受賞。